# Jean-Prosper Tsondzabéka
Jean-Prosper Tsondzabéka est un athlète congolais (RC).

## Carrière
Jean-Prosper Tsondzabéka est médaillé de bronze du saut à la perche aux Jeux africains de 1965 à Brazzaville ainsi qu'aux Jeux africains de 1973 à Lagos. 